# Jardín Botánico Mito
El Jardín botánico Mito en japonés: 水戸市植物公園 Mito-shi Shokubutsu Kōen, es un jardín botánico de 80 000 m² de extensión, con administración municipal de la ciudad de Mito, Japón.

## Localización
Mito-shi Shokubutsu Kōen 504 Kobuki, Mito-shi, Ibaraki-ken, 310−8610 Honshū-jima Japón.
Planos y vistas satelitales.36°20′25″N 140°25′17″E / 36.34028, 140.42139
- Altitud: 30 m s. n. m.
- Temperatura media anual: 13,9 °C (en 2006)
- Precipitación media anual: 1 671 mm (en 2006)

El jardín botánico abre sus puertas diariamente excepto los lunes, hay que pagar una tarifa de entrada.

## Historia
El jardín botánico fue inaugurado en abril de 1987.

## Colecciones
El jardín botánico que se dispone en terrazas, con un estilo occidental y entre sus colecciones destacan:
- Rocalla, Alpinum
- Arboretum de 2 800 árboles
- Pradera
- Colección de cultivares de Ume
- Colección de plantas carnívoras,
- Colección de sauces
- Colección de heleboros
- Jardín higrófito, con abundantes juegos de agua
- Invernaderos que albergan cactus y suculentas, así como un gran invernadero tropical de 1 561 m² con una colección de orquídeas (la propia del clan feudal "Mito-Tokugawa", colección muy célebre en Japón, siendo sobre todo del género Paphiopedilum), y un invernadero de árboles frutales tropicales de 342 m², estando calentados todos ellos por la basura reciclada, que se obtiene de una planta de tratamiento y recuperación que se encuentra próxima.